# 58418 Luguhu
58418 Luguhu este un asteroid din centura principală de asteroizi.

## Descriere
58418 Luguhu este un asteroid din centura principală de asteroizi. A fost descoperit pe 26 ianuarie 1996 la Xinglong la Observatorul Xinglong. Asteroidul prezintă o orbită caracterizată de o semiaxă mare de 3,17 ua, o excentricitate de 0,18 și o înclinație de 28,4° în raport cu ecliptica.